# سان جيرمان لو فيو (أورن)
سان جيرمان لو فيو هي بلدية في أورن في شمال غرب فرنسا.